# 6977 Jaucourt
A 6977 Jaucourt (ideiglenes jelöléssel 1993 OZ4) a Naprendszer kisbolygóövében található aszteroida. Eric Walter Elst fedezte fel 1993. július 20-án.